# Arantina
Arantina is een gemeente in de Braziliaanse deelstaat Minas Gerais. De gemeente telt 2.538 inwoners (schatting 2009).

## Aangrenzende gemeenten
De gemeente grenst aan Andrelândia, Bom Jardim de Minas en Liberdade.

## Verkeer en vervoer
De plaats ligt aan de weg BR-494.